# West Cliffe
West Cliffe är en by i civil parish St. Margaret's At Cliffe, i distriktet Dover, i grevskapet Kent, i England. Byn är belägen 5 km från Dover. West Cliffe var en civil parish fram till 1935 när blev den en del av St. Margaret's At Cliffe och East Langdon. Civil parish hade 88 invånare år 1931. Byn nämndes i Domedagsboken (Domesday Book) år 1086, och kallades då Westclive.